# Andrea Saramita
Andrea Saramita (... – Milano, settembre 1300) è stato un teologo italiano.
Esponente di spicco della corrente religiosa guglielmita, condannato al rogo per eresia dalla Chiesa Cattolica.

## Biografia
Figlio di Ghirardi Saramita, non si conosce la data di nascita. Le notizie su di lui sono scarse e derivano tutte dal processo intentato nel 1300 a carico suo, di Maifreda da Pirovano e degli altri seguaci di Guglielma la Boema, mistica attiva a Milano tra il 1260 circa e il 1281 della quale il Saramita fu sostenitore ed agiografo.
Sebbene materiali divulgativi lo qualifichino talvolta come sacerdote egli senz’altro non lo fu, né fu definito tale dai suoi confratelli: dagli atti del processo risulta appartenere come laico all’ordine degli Umiliati, essere sposato con Riccadonna, essa pure umiliata laica e padre di Fiordebellina, suora umiliata. 
Saramita doveva essere un uomo agiato, un “notabile” e possedere una certa cultura.
Nel processo del 1300 la preminenza del suo ruolo fra i guglielmiti è dimostrata dal fatto che l'inquisitore impose a lui la più forte cauzione e pretese a garanzia del pagamento l’ipoteca del suo intero patrimonio.
Durante il processo subì quattro interrogatori.
Secondo la testimonianza di Francesco dei Garbagnate, Guglielma era solita chiamare Andrea Saramita “Primogenito”.
Sappiamo dagli atti del processo che fu garante per l’acquisto della casa di via San Pietro all’Orto a Milano, dove Guglielma visse. 
Morta Guglielma si occupò della sua prima sepoltura e in seguito della sua traslazione, adoperandosi presso il segretario del Marchese di Monferrato per ottenere una scorta che garantisse un sicuro trasporto della salma da San Pietro all’Orto all’abbazia di Chiaravalle, poiché a quel tempo la guerra tra Lodi e Milano rendeva i viaggi rischiosi. 
Secondo alcune testimonianze (da lui confermate) avrebbe approntato ricche vesti e scarpe d’oro da offrire a Guglielma in vista della sua resurrezione, la quale, sosteneva davanti agli inquisitori, era già avvenuta.

## I processi
Nel 1284 Andrea Saramita fu convocato con altri guglielmiti dinanzi all’Inquisitore fra Manfredo di Dovaria: tutti vennero esaminati e rilasciati dietro ritrattazione del loro credo e degli errori dottrinali commessi. Quando nel 1300 fu istituito un secondo processo, coloro che come il Saramita erano già stati giudicati nel 1284 (alcuni, come sua madre e sua sorella erano nel frattempo deceduti) furono considerati relapsi (recidivi nell’eresia) e condannati più duramente.
Il processo del 1300 seguì l'iter consueto dell’Inquisizione; gli atti sono incompleti: rimangono sessantacinque dichiarazioni di trentatré diverse persone.
Sotto processo, Maifreda da Pirovano, il 6 agosto, gettò dapprima tutta la colpa sul Saramita, accusandolo di essere il vero eresiarca e di professare dottrine cui lei aveva riluttato a conformarsi. Il 20, però, pressata dall’inquisitore (non vi è notizia di tortura, ma gli atti ci sono pervenuti mutili, e non la si può pertanto escludere), confessò di avere mentito per timore del giudizio e si fece carico della sua parte di responsabilità. 
Andrea Saramita fu condannato al rogo come Maifreda da Pirovano e suor Giacoma dei Bassani, per gli altri 28 accusati vi furono solo lievi pene e anche assoluzioni. Il giorno della sua esecuzione non è noto, ma va collocato tra il 22 agosto (data del suo ultimo interrogatorio) e il 9 settembre quando è citato come “deceduto” nella testimonianza di sua moglie Riccadonna;  il luogo era certamente quello in uso all’epoca e dove avvennero le esecuzioni degli altri guglielmiti: piazza Vetra.

## Origini regali di Guglielma
Andrea Saramita, con la sua testimonianza del 1300, fu l’involontario suscitatore di un contenzioso storico che dura dal suo tempo e che ha acquisito grande rilevanza facendo versare fiumi di inchiostro.
Egli ammise, infatti, di avere divulgato la notizia di una nascita regale di Guglielma (senza dichiarare la fonte di tale informazione) e sostenne di aver affrontato con un confratello (il sacerdote Mirano dei Garbagnate, cappellano della parrocchia di San Fermo che suffragò tale testimonianza)  un viaggio in Boemia allo scopo di ottenere sussidi dai regali parenti della mistica. Non seppe dare altre informazioni su questo ipotetico viaggio, se non di aver appreso che “il re era morto” (senza farne il nome) e di avere avuto (senza dire come o da chi) conferma delle prestigiose origini di Guglielma. 
Su queste presunte origini non vi è alcun riscontro storico al di fuori delle parole del Saramita negli atti del processo ai guglielmiti: la presenza del nome di Guglielma nell’elenco dei figli di re Otakar I di Boemia, da molti citata come prova,  è un’interpolazione arbitraria operata dallo storico cèco František Palacký dopo che questi ebbe “scoperto” nel 1837 il resoconto del processo di Milano alla Biblioteca Ambrosiana durante un viaggio di studi in Italia.
Bisogna comunque osservare che il viaggio del Saramita avrebbe potuto essere più breve di quanto si pensi oggi: a quel tempo sarebbe bastato arrivare in Friuli per essere in territorio Boemo, infatti il Friuli faceva allora parte del Ducato di Carinzia ed era stato annesso alla Boemia nel 1272.

## La dottrina
È stato ipotizzato che il Saramita fosse un seguace di Gioacchino da Fiore e che, fidando nella profezia di questi sull’avvento di una nuova era, il Vangelo dello Spirito, che sarebbe iniziata nel 1260, avesse voluto riconoscere in Guglielma, giunta a Milano intorno a quell'anno, la promessa incarnazione dello Spirito Santo. 

## Seguaci moderni
Esiste una "Chiesa cattolico-guglielmita" che sostiene di essere la continuatrice degli insegnamenti di Guglielma la Boema e che ha un "Matriarcato di occidente" guidato dalla papessa Kyara van Ellinkhuizen